# Repubblicani dissidenti
I repubblicani dissidenti, i repubblicani rinnegati, i repubblicani anti-accordo o i repubblicani anti-cessate il fuoco (in irlandese: poblachtach easaontach) sono repubblicani irlandesi che non supportano gli accordi di pace in vigore in Irlanda del Nord . Gli accordi hanno seguito un conflitto di 30 anni noto come The Troubles, che ha causato la morte di oltre 3.500 persone. Durante il conflitto, i gruppi paramilitari repubblicani come il Provisional Irish Republican Army hanno intrapreso una campagna per creare una repubblica unita irlandese. I negoziati di pace negli anni '90 hanno portato a un cessate il fuoco dell'IRA nel 1994 ea un trattato di pace nel 1998. La maggioranza dei repubblicani, rappresentata dal Sinn Féin, ha sostenuto l'accordo come mezzo per raggiungere pacificamente l'unità irlandese. I "dissidenti" videro questo come un abbandono degli ideali repubblicani e un'accettazione della partizione e del dominio britannico. Sostengono che l'Assemblea dell'Irlanda del Nord e il Police Service of Northern Ireland (PSNI) sono illegittimi e considerano il PSNI come una "forza di polizia paramilitare britannica".
Alcuni gruppi politici repubblicani dissidenti, come il Republican Sinn Féin (che è una scissione dal Sinn Féin e non più legato al partito) e il 32 County Sovereignty Movement, sostengono la violenza politica contro le forze di sicurezza britanniche. Pertanto, si oppongono al cessate il fuoco provvisorio dell'IRA del 1994.
Tuttavia, altri gruppi, come la Rete Repubblicana per l'Unità, desiderano raggiungere i propri obiettivi solo attraverso mezzi pacifici.
Da quando l'IRA ha chiesto un cessate il fuoco, i gruppi dissidenti hanno continuato una campagna armata contro le forze di sicurezza britanniche in Irlanda del Nord. Come il Provisional IRA, ciascuno di questi gruppi si considera l'unico legittimo successore della First IRA e ciascuno è semplicemente chiamato "l'IRA", o Óglaigh na hÉireann in irlandese (vedi anche Irish Republican Legittimacy).

## Gruppi considerati come repubblicani dissidenti
- Continuity Irish Republican Army (Continuity IRA)
- Cumann na mBan
- Fianna Éireann
- Irish Republican Liberation Army (IRLA)
- New Irish Republican Army (New IRA)
- Óglaigh na hÉireann (gruppo dissdente della Real IRA)
- Real Irish Republican Army (Real IRA)

### Organizzazioni politiche
- Movimento di Sovranità delle 32 Contee (32CSM)
- Voce Repubblicana Irlandese (IRV)
- Rete Repubblicana per l'Unità (RNU)
- Sinn Féin Repubblicano (RSF)
- Saoradh